# Беті-пахуїн
Беті-пагуїн — група народів банту, поширена в районах тропічних лісів Камеруну, Республіки Конго, Екваторіальної Гвінеї, Габону, а також Сан-Томе і Принсіпі. Є найбільшою етнічною групою в Центральному Камеруні та його столиці Яунде, Габоні й Екваторіальній Гвінеї.

## Склад
Група складається з понад 20 окремих народів. Вони проживають на територіях від річки Санага на півночі до Екваторіальної Гвінеї та північних районів Габону й Конго на півдні та від Атлантичного океану на заході до річки Діє на сході.
Найбільші племена, що входять до складу беті-пагуїн, — беті, фанґ і булу.